# Červená sypavka borovice
Červená sypavka borovice je choroba borovic způsobovaná houbou Mycosphaerella pini (také Dothistroma septosporum a Scirrhia pini) Červená sypavka borovice způsobuje rozsáhlé defoliace olistění a může způsobit vážné oslabení mladých rostlin. Je posuzována jako karanténní choroba, avšak podle extenzívního průzkumu se rozsahem výskytu stává na Moravě běžnou, data o výskytu v Čechách zcela chybí, jakkoliv o chorobě školkaři uvádějí, že se s ní již setkali. Šíření sypavky napomáhají klimatické extrémy. Zvýšený výskyt poškození lze očekávat v přehoustlých, málo vzdušných porostech do 20 – 30 let, pěstovaných na nevhodných stanovištích.
Studie genomu Mycosphaerella pini pomohla vysvětlit biosyntézu toxických houbových sekundárních metabolitů při červené sypavce borovice. Dothistromin, toxin produkovaný Mycosphaerella pini na napadených borovicích je blízce příbuzný aflatoxinu, toxinu kterým jsou kontaminovány některé potraviny napadené plísněmi rodu kropidlák  Aflatoxin způsobuje vážné zdravotní problémy, ale případy ohrožení osob v souvislosti s červenou sypavkou borovice nejsou známy.

## Hostitel
Významný je nález patogena ve vyšších polohách lesa (do 1600 m), kde má borovice kleč velký význam z hlediska udržení půdní stability.
Červená sypavka borovice napadá rod borovice, především tyto druhy:
- borovice černá Pinus nigra
- borovice kleč Pinus mugo
- borovice pokroucená Pinus contorta
- borovice lesní Pinus sylvestris
- borovice rumelská Pinus peuce
- borovice těžká Pinus ponderosa
- borovice Jeffreyova Pinus jeffrey
- borovice Banksova Pinus banksiana
- borovice Heldreichova Pinus heldreichii
- borovice blatka Pinus rotundata
- borovice osinatá Pinus aristata
- borovice vejmutovka Pinus strobus
- borovice montereyská Pinus radiata

Rod smrk
- smrk ztepilý Picea abies
- smrk pichlavý Picea pungens
- smrk Schrenkův Picea schrenkiana
- smrk omorika Picea omorika

Druh Douglaska tisolistá Pseudotsuga menziesii
Je uváděn i modřín opadavý (Larix decidua)  jedlovec (Tsuga). Ovšem u některých druhů napadených dřevin lze předpokládat že dřevina byla napadena díky síle infekčního tlaku a současného oslabení jinak odolné dřeviny. 

## Historie
Zřejmě poprvé červenou sypavku borovice platně popsal Saccardo v roce 1920 jako Actinothyrium marginatum po mikroskopickém studiu jehlic borovice Pinus ponderosa napadených touto chorobou a sbíraných v USA. Ze Severní Ameriky a z horských oblastí Střední Ameriky, kde je tato houba zřejmě původní, byla zavlečena infikovanými sazenicemi (především borovice Pinus radiata) na všechny kontinenty a stala se mimo areál svého původního rozšíření vážným houbovým škůdcem borovic. První zprávy o výskytu v EPPO regionu jsou od roku 1978.
Červená sypavka borovice byla na území ČR zjištěna poprvé na borovicích importovaných z Maďarska v roce 1999, ve volné přírodě pak v roce 2000. Nález byl potvrzen Státní rostlinolékařskou správou ČR. Celá dodávka byla zlikvidována. V roce 2012 je červená sypavka borovice rozšířena téměř po celém území ČR.
V roce 2000 byly první výskyty choroby zaznamenány ve veřejné zeleni, plantáži vánočních stromků, lesních výsadbách, lesní a okrasné školce v katastrech Jedovnice, Rudice u Blanska, Olomučany (Blansko), Veverská Bítýška, Židlochovice obvodu Brno-venkov, Jackov, Moravské Budějovice obvodu Třebíč a Koroužné obvodu Žďár nad Sázavou. 
Otmar Vahala ze Státní rostlinolékařské správy ČR v roce 2008 uvádí: Je zřejmé, že červená sypavka borovice byla v minulosti přehlížena a zaměňována s jinými sypavkami (Lophodermium pinastri a L. seditiosum).
Největší rozšíření bylo do roku 2007 zaznamenáno v oblasti Vsetínska (Ing. Trčálek), ŠLP Křtiny a rovněž na lokalitě Březina na Svitavsku. L. Jankovský z MZLU v Brně vyjadřuje v té době pochyby, zda je tato skutečnost objektivním odrazem stavu, či se zde odráží odlišná intenzita průzkumu v Čechách a na Moravě a tvrdí, že nelze považovat znalosti o rozšíření choroby za úplné. Podle jeho informací jsou uváděné výsledky výsledkem spíše extenzívního průzkumu. Chybí především údaje z Čech.(2007).

## Výskyt
Celosvětový.

## Symptomy
Intenzita a projevy symptomů jsou velmi rozdílné u jednotlivých hostitelů. Orientačně je možné infikovanou dřevinu určit již na základě vnějších symptomů, jako je nápadné zrezavění jehlic ve spodní třetině koruny,zvláště pokud je v podrostu vysoká tráva. Odumřelé jehlice zvláště loňské, zrezavění starších ročníků jehlic, především při kmeni. Bezpečným znakem jsou červené příčné proužky na odumřelém pletivu jehlic a tvorba acervuli. Pod mikroskopem je pak možno potvrdit patogena podle článkovaných konidií. Charakteristické je také celkové prosychání jehlic v koruně, které se projevuje především u borovice těžké. Zde je nápadné také odumírání konců jehlic zhruba od jedné třetiny až od poloviny její délky. Báze jehlic zůstává živá často po několik let. V případě silné infekce pak byl pozorován totální propad starších ročníků jehlic, spojený s tvorbou zkrácených letorostů a štětkovitým nahloučením jehlic posledního ročníku jehlic na konci bezlistých větévek (tzv. “lion tails”). 
Příznaky primární letošní infekce se projevují v závislosti na průběhu počasí zpočátku pouze jako žluté skvrny na zelených jehlicích v letním období. Na jehlicích se tvoří žlutavé, žlutohnědé, později rezavé až hnědé skvrny které se rozšiřují na již odumřelých jehlicích v červenohnědé proužky (červenec až září)V následujících letech se zde tvoří acervuli – plodnice anamorfního stádia. Červené zbarvení způsobuje přítomný dothistromin a nejnápadněji působí v jarním období, kdy jsou tyto příznaky nejčitelnější. Acervuli nadzvedávají pokožku jehlic, ze kterých se pak uvolňují konidie (od poloviny května). Konidie jsou dlouze vláknité, bezbarvé, s 1–5 (7) přehrádkami, s hladkým povrchem (vel. 8-40 x 1,8-3 µm).
Jehlice odumírají od konců a opadávají, zejména pak ve spodní třetině až dvou třetinách koruny. Při silném napadení dřevin může dojít k opadu všech starších ročníků jehlic a objevuje se tak příznak nazývaný „lví ocasy“. Zelené jsou pouze rašící jehlice na zkráceném prýtu a starší jehlice jsou odumřelé a rezivěhnědě zbarvené. K jejich celkovému odumírání a opadu dochází na podzim anebo na jaře. Na konci vegetace se kromě červených pruhů na odumřelých jehlicích vyskytují drobné černé skvrny. Rozhodující pro pozitivní identifikaci patogena je přítomnost acervulí s konidiemi.
Intenzita opadávání jehlic je u jednotlivých hostitelů velmi proměnlivá. U hostitelů s rychlým propadem jehlic jako je smrk nebo borovice lesní je třeba prověřit i opadlé jehlice pod stromy. Borovice lesní opadává okamžitě po zrezivění a najít u ní na stromě jehlice s acervuli je obtížné.

## Životní cyklus
V podmínkách ČR se konidie obvykle tvoří od poloviny května a jsou uvolňovány za vlhkého a teplého počasí. U sypavky Mycosphaerella pini jsou konidie produkovány v bílé nebo světle růžové slizovité mase během slabých dešťů nebo při vysoké vlhkosti. Po uvolnění klíčí při teplotách 8 – 25 °C (optimum 18 °C).
Dřeviny jsou infikovány nejčastěji v období od doby, kdy rašící jehlice dosáhnou zhruba poloviny své délky, až po jejich vyzrání. V ČR od poloviny května až do počátku července, podle průběhu počasí. Infekce proniká do rostlin skrze průduchy. Doba inkubace je odlišná podle místních podmínek. V evropských podmínkách trvá inkubace 4 – 6 měsíců. Pro infekci je příznivé vlhké počasí. 
Bionomie M. pini v našich podmínkách není dosud detailně prozkoumána. Konidie se tvoří v acervuli prakticky po celou vegetační sezónu jak na opadlých jehlicích, tak i na odumřelém pletivu jehlic na stromech. Nejlépe je zřejmá tvorba acervuli v dubnu až červnu.  Acervuli a stromata se vyvíjejí a zrají i na spadaném jehličí a tvoří tak důležitý zdroj jarní infekce.
Kromě konidií se tvoří synanamorfa Asteromella, která je poznatelná pouze pod mikroskopem podle velmi drobných spermogonií (1–3 µm). 

## Význam
Červená sypavka je lesnicky nejvýznamnější karanténní choroba, která se v České republice šíří.
Červená sypavka borovice celosvětově způsobuje ztráty na produkci dřeva u citlivých druhů, zejména u borovice montereyské, a to snížením rychlosti růstu prostřednictvím defoliace. Závažnost poškození vedly k vyloučení borovice montereyské jako pěstební plodiny v mnoha částech Afriky (Gibson,
1979). Defoliace o více než 25 %, má významný vliv na přírůstky, ale 50% opad jehlic jej snižuje o polovinu. Opakované infekce vedou k úhynu stromu. Na Novém Zélandu byly podobné ztráty zaznamenány (Pas, 1981). V Chile bylo zaznamenáno snížení průměrného přírůstku téměř o 75 % v porostu sedmileté borovice montereyské rok po 80% defoliaci (Gibson, 1974).
Červená sypavka borovice je v regionu EPPO zaznamenána už nejméně 80 let (Evans, 1984),ale neměla významný dopad na pěstování borovice, snad mimo Španělsko. Kombinace nízké teploty a nízké vlhkosti vzduchu může omezit vývoj této v podstatě subtropické houby, mohla by nicméně být významná u náchylných hostitelů ve vlhkých Středomořských regionech.
Červená sypavka je v ČR karanténním škodlivým organismem, vztahuje se na ni ohlašovací povinnost. Způsobuje opad jehličí, ztráty na přírůstcích, odumírání (pouze) slabých výhonů, ovlivnění životaschopnosti slabých jedinců. 
Červená sypavka borovice je důvodem škod prodejců vánočních stromků, ovlivněním estetického dojmu, zbarvení jehlic adventní výzdoby, výzdoby na Dušičky (svátek zesnulých). Ekonomické škody zde působí změna zbarvení jehlic ze zelené na rezavě hnědou ale i nedostatek jehlic na stromě vůbec. Poškozené rostliny jsou neprodejné, ve výsadbě působí výrazně rušivě.
Potvrzení výskytu organismů podléhajících karanténě může pro školku znamenat znehodnocení veškeré produkce sazenic borovice.
Patogen je schopen šířit se více než několik km za rok prostřednictvím větru a vody nebo vektorů. Patogen má vysoký reprodukční potenciál. Organismus prokázal schopnost přenášet se prostřednictvím lidské přepravy. Organismus má širokou řadu hostitelů. Potenciální hostitelé mají souvislé rozložení v prostředí. Omezující techniky nejsou známy, jsou neproveditelné nebo se očekává že jsou neúčinné.

## Ochrana rostlin

### Prevence
Vyžínání podrostu, při silném napadení odstranění spodních napadených větví a další zásahy, které umožní proudění vzduchu na lokalitě. Doporučuje se odstranit plevele kolem stromů a likvidovat napadené nebo hostitelské dřeviny v okolí školek.

#### Rezistence
Odolnost proti chorobě se velmi liší v rámci rodu borovice. Byly nalezeny rakouské borovice (borovice těžká Pinus ponderosa), které mají použitelný stupeň odolnosti a byly vysázeny na Great Plains.

#### Karanténa
Podle pravidel karantény jakékoliv podezření z výskytu těchto škodlivých organismů nebo jejich potvrzený výskyt je každý povinen ohlásit SRS buď přímo, nebo prostřednictvím obecních úřadů. K opatřením ve školkách patří mimo jiné zničení napadených rostlin při potvrzení výskytu . Dále je v současné době nařizováno, že všechny ostatní rostliny borovice nesmí být uváděny do oběhu až do doby, kdy v této školce nebudou zjištěny žádné příznaky výskytu červené sypavky v průběhu celého ukončeného vegetačního období.
Vzorky odesílané k určení by měly obsahovat větvičky o délce 10 až 30 cm s jehlicemi vykazujícími příznaky napadení. Při slabém napadení je třeba hledat příznaky na odumřelém jehličí při kmeni, starších větvích nebo opadaném jehličí na zemi. Při silném napadení postačí odebrat 10 až 20 jehlic s červenými proužky a plodnicemi z celé koruny. Odebrané vzorky se odesílají k diagnostice v libovolném sáčku.

### Ochrana při výskytu
Doporučenou ochranou proti původci choroby ve volných výsadbách je nejčastěji ošetřování fungicidy. Pro lesnictví je povoleno ve školkách a výsadbách chemické ošetření 0,4 – 0,5 % Kuprikolem v termínu od první poloviny července opakovat za 10 až 14 dní.